# Herceg Novi
Herceg Novi ([xěrtseɡ nôʋiː] en serbio cirílico: Херцег Нови, en italiano: Castelnuovo) es una ciudad del suroeste de Montenegro. Capital del municipio homónimo.

## Historia
Los resultados arqueológicos de Luštica atestiguan los principios de la civilización en esta región, que parecen proceder de la Edad de Bronce neolítica y temprana. La primeros seres humanos de los que se tiene constancia que vivieron en Herceg Novi fueron los Ilirios. Las oportunidades comerciales atrajeron a comerciantes griegos en el V a. C. En el siglo III d. C., después de ser derrotados por Roma, el Imperio asumió el control de esta zona. Tras la caída del Imperio romano occidental, en 476, Bizancio la gobernó durante seis siglos.
En el siglo VII d. C., las tribus eslovenas habitaron esta región y alrededor del área de Herceg Novi se constituyó el municipio de Dračevica. En el siglo X, Dračevica pierde su independencia, convirtiéndose en provincia del ducado de Zeta. A la muerte del Czar Dušan, Dračevica fue gobernado por el duque Vojislav Vojinoviĉ. [...] La ciudad de Herceg Novi fue fundada en 1382, cuando el Ban bosnio, el rey Tvrtko I Kotromanić, la instituyó en la bahía de Topla, en un intento de darle un aspecto comercial, marítimo y social, ciudad a la que llamó Sveti Stefan o St. Step.
Como una de las ciudades más jóvenes de la costa adriática, fue llamada Novi ('nuevo'), cuyo nombre en latín era Castrum Novum (Castel Nuovo, en italiano, literalmente «Castillo Nuevo»). Recibió este nombre durante el reinado del Herceg ('Duque'), Stjepan Vukčić Kosača, durante el cual la ciudad experimentó un considerable progreso. Los turcos conquistaron la ciudad en 1482, con una pequeña pausa, entre 1538 y 1539, cuando fue ocupada por España (véase Sitio de Castelnuovo). Los turcos la mantuvieron hasta 1687, siendo tomada por los venecianos, hasta el fin de la República de Venecia en 1797, cuando pasa a control de Austria. En 1806 se integra en el Imperio ruso, que la pierde el 30 de septiembre de 1806 en favor de Francia. Montenegro la controló, junto con las Bocas de Kotor entre 1813 y 1814. En 1815 con el Congreso de Viena, la ciudad volvió a manos austriacas.
Posteriormente los serbios, croatas y eslovenos lo unieron en su reino, en 1918. En 1941 la ciudad fue ocupada por los italianos y liberada de los nazis en 1944.

«Aquí uno vive del sol, por el sol, para el sol... Esta es la razón por la que vivo en esta ciudad».
Zuko Džumhur

## Transporte
El aeropuerto de Tivat se encuentra a 23 km, desde donde se puede volar a Belgrado y Zúrich. Ya en Croacia, a 30 km está el aeropuerto de Dubrovnik, que conecta con más destinos europeos.